# Barisone III d'Arborée
 Barisone III d'Arborée ou  Barisone Torchitorio IV (sarde: Barisoni Trogodori IV) (né vers 1190 – mort après le 20 avril 1217) fut Juge d'Arborée 1207/1211 à 1217 et Juge de Cagliari de 1214 à 1217.

## Origine
Barisone est le fils du Juge d'Arborée Pietro Ier de Serra et de son épouse Bina (c'est-à-dire Jacobina). Son père est juge d'Arborée depuis 1185 mais il avait dû faire face aux prétentions d'Ugone Ier de Bas avec lequel il doit partager le Judicat en février 1192 après un accord conclu sous l'égide de la république de Gênes.

## Succession
Pietro Ier est ensuite dépossédé de sa moitié du Judicat en 1195 par Guillaume de Massa qui le capture et l'emprisonne. Il ne règne ensuite que nominalement sur sa partie du Judicat jusqu'à sa mort en prison à Pise. Ugone Ier d'Arborée, co-seigneur du Judicat meurt également en 1211. Et Barisone III réclame sa part du Judicat d'Arborée qui est sous le contrôle effectif de Guillaume de Massa.

## Règnes
Barisone obtient l'ensemble du Judicat lorsqu'il épouse Benedetta de Cagliari fille et héritière de Guillaume en 1214. Barisone et Benedetta sont parents à un dégré prohibé mais le pape Innocent III leur accorde une dispense pour leur union dans le but de faire cesser le conflit entre les deux Judicats.
Barisone III règne donc également sur le Judicat de Cagliari sous le nom traditionnel de « Barisone Torchitorio IV » il s'agit toutefois d'une union personnelle entre les deux Judicats qui conservent leur indépendance. Avec son épouse ils font hommage au Saint-Siège pour leur trône respectif le 18 novembre 1215 et reconnaissent également la suzeraineté de la république de Pise et l'autorité de l'archevêque de la cité.

## Mort et succession
Barisone Torchitorio meurt dès 1217 laissant un fils âgé de quelques mois Guillaume II de Cagliari qui lui succède conjointement avec sa mère sur la Judicat de Cagliari pendant que Pietro II d'Arborée le fils d'Ugone Ier d'Arborée obtient de son côté la totalité du Judicat d'Arborée.

## Sources
- (it) Gian Giacomo Ortu La Sardegna dei giudici Regione autonoma della Sardegna, 2005,  (ISBN 8889801026) « Le avventure di Guglielmo » p. 126-133.
- (en) Site Medieval Lands : Judges of Arborea (Sardinia)
- (en) Site de I. Mladjov Medieval Sardinia (Sardegna).
- (it) article de Mauro G. Sanna Il giudicato di Arborea e la Sardegna tra la fine del XII e gli inizi del XIII secolo. Aspetti storici Consulté le 8 juin 2014.
- (en) John C. Moore, Pope Innocent III, Sardinia, and the Papal State. dans Speculum, Vol. 62, No. 1. (Jan., 1987), p. 81–101.
- (it) Laura Sannia Nowé, Dai "lumi" dalla patria Italiana: Cultura letteraria sarda. Mucchi Editore: Modena, 1996.